# Алкмеон (син Мегакла)
Алкмеон (*Ἀλκμαίων, д/н — після 580 до н. е.) — давньогрецький політичний і військовий діяч Афінського полісу.

## Життєпис
Походив з аристократичного роду Алкмеонідів. Син Мегакла, архонта-епоніма Афін. Приблизно наприкінці 630-х або на початку 620-х років до н. е. його разом з батьком вигнали з рідного міста як винних у Кілоновому гріху.
Підтримував дружні відносини з Дельфами (ймовірно, продовжив традицію, що тягнулася з прадіда). Допомагав облаштуватися лідійцям, які прибули за порадою до піфії. На дяку про це цар Лідії (який саме викликає наразі дискусії), запросив Алкмеона до Сард, де той отримав багато золота.
Лише у 594 році до н. е. за амністією, яку оголосив Солон, зміг повернутися до Афін. Невдовзі став одним з лідерів аристократів. Водночас очолив афінські війська під час Першої Священної війни проти міста Кірри. Оскільки війна ця почалася ще 595 році до н. е., то висловлюється думка, що Алкмеон спочатку брав у ній участь на чолі власного загону в війську Клісфена, тирана Сікіону. Саме за звитягу Алкмеон отримав прощення, а потім вже офіційно очолював афінян у наступні роки війни.
У 592 році до н. е. квадрига Алмеона здобула перемогу на 47-х Олімпійських іграх. Тим самим він став першим афінянином, що досяг перемоги в цьому виді змагань. Помер приблизно після 580 року до н. е.

## Родина
Дружина — Кесіра, з аристократичного роду Еретрії.
Діти:
- Мегакл
- син (Алкмеон?) (після 546 року до н. е.)